# Alan King Tennis Classic 1975
L'Alan King Tennis Classic 1975 è stato un torneo di tennis giocato sul cemento. È stata la 4ª edizione dell'Alan King Tennis Classic, che fa parte del Commercial Union Assurance Grand Prix 1975. Si è giocato a Las Vegas negli USA, dal 12 al 18 maggio 1975.

## Partecipanti

### Teste di serie
| Nazionalità | Giocatore        | Ranking | Testa di serie |
| ----------- | ---------------- | ------- | -------------- |
| Australia   | John Newcombe    | 4       | 1              |
| Australia   | Rod Laver        | 6       | 2              |
| Australia   | Ken Rosewall     | 2       | 3              |
| Stati Uniti | Arthur Ashe      | 8       | 4              |
| Stati Uniti | Marty Riessen    | 11      | 5              |
| Stati Uniti | Stan Smith       | 12      | 6              |
| Australia   | John Alexander   | 13      | 7              |
| Stati Uniti | Roscoe Tanner    | 14      | 8              |
| Stati Uniti | Harold Solomon   | 15      | 9              |
| Messico     | Raúl Ramírez     | 16      | 10             |
| Stati Uniti | Sherwood Stewart | 65      | 11             |
| Stati Uniti | Brian Gottfried  | 23      | 12             |
| Stati Uniti | Cliff Richey     | 24      | 13             |
| Stati Uniti | Eddie Dibbs      | 26      | 14             |
| Cile        | Jaime Fillol     | 27      | 15             |
| Stati Uniti | Robert Lutz      | 29      | 16             |

## Campioni

### Singolare
Roscoe Tanner ha battuto in finale  Ross Case con il punteggio di 5–7, 7–5, 7–6

### Doppio
John Alexander /  Phil Dent hanno battuto in finale  Bob Carmichael /  Cliff Drysdale con il punteggio di 6–1, 6–4